# Xã Melvin, Quận Nelson, Bắc Dakota
Xã Melvin (tiếng Anh: Melvin Township) là một xã thuộc quận Nelson, tiểu bang Bắc Dakota, Hoa Kỳ. Năm 2010, dân số của xã này là 27 người.